# Llandinabo
Llandinabo – wieś i civil parish w Anglii, w hrabstwie Herefordshire. W 2001 roku civil parish liczyła 67 mieszkańców.